# Ґжебень (Лодзинське воєводство)
Ґжебень (пол. Grzebień) — село в Польщі, у гміні Радомсько Радомщанського повіту Лодзинського воєводства.
Населення — 160 осіб (2011).
У 1975-1998 роках село належало до Пйотрковського воєводства.

## Демографія
Демографічна структура станом на 31 березня 2011 року:
|          | Загалом | Допрацездатний вік | Працездатний вік | Постпрацездатний вік |
| -------- | ------- | ------------------ | ---------------- | -------------------- |
| Чоловіки | 67      | 15                 | 48               | 4                    |
| Жінки    | 93      | 19                 | 54               | 20                   |
| Разом    | 160     | 34                 | 102              | 24                   |